# Johann Gottfried Kuntsch (Architekt)
Johann Gottfried Kuntsch (* 4. August 1735 in Wilschdorf bei Dresden; † 12. April 1795 in Dresden) war ein in Dresden wirkender Architekt.

## Leben
Kuntsch war ein Schüler des Baumeisters Christian Friedrich Exner. Er wurde 1758 Hofkondukteur und 1768 Hof- und Amtsmaurermeister.  Kuntsch baute 1773 das Palais Loß für den Cabinetsminister Johann Adolph von Loß in Dresden, das 1907 für den Bau des Neuen Rathauses abgebrochen wurde. Gemeinsam mit Johann Daniel Schade schuf er 1775 die Erweiterungsbauten des Palais Brühl-Marcolini. Von 1782 bis 1786 war Kuntsch mit Schade am Umbau des Japanischen Palais beteiligt. Er führte von 1789 bis 1791 den Umbau der Brühlschen Bibliothek zur Kunstakademie durch. Des Weiteren stammt von ihm die Weißeritzbrücke im Plauenschen Grund.
Kuntsch baute 1787 mit Christian Gottlob Reusch die Spiegelschleiferei am Mühlgraben um. Die Spiegelschleiferei der Ostrahütte verarbeitete Glas der Spiegelglashütte Friedrichsthal in Kostebrau. Von ihm stammt wohl auch das Herrenhaus an der Pulvermühle am Weißeritzmühlgraben, nachdem das gesamte Gelände nach einer Explosion 1775 wiederaufgebaut wurde. Das Herrenhaus mit quadratischem Dachreiter gilt als Beispiel des Zopfstils.

## Werke
- Mittagsches Haus, Moritzstraße 2
- Dinglinger-Haus, Frauenstraße 9
- Ottosches Haus, Moritzstraße 3
- Matthäisches Haus, Moritzstraße 15
- Palais Loß